# Боже, благослови США
«Боже, благослови США» (англ. God Bless the U.S.A.) или «Горжусь, что я американец» (англ. Proud to Be an American) — американская патриотическая песня, написанная и исполненная американским кантри-певцом Ли Гринвудом и считающаяся его визитной карточкой. Выпущенная «MCA Nashville» 21 мая 1984 года, она появилась в третьем альбоме Гринвуда «You’ve Got a Good Love Comin‘» и дебютировала на седьмой позиции в «Hot Country Singles» журнала «Billboard».
Тем летом песня была включена в фильм о президенте Рональде Рейгане, кандидате от Республиканской партии на пост президента, который был показан на Национальном съезде Республиканской партии 1984 года. «Боже, благослови США» приобрела известность во время кампании по президентским выборам в США 1988 года, когда Гринвуд исполнил песню на Национальном съезде Республиканской партии 1988 года и на митингах в поддержку кандидата от республиканцев Джорджа Буша — старшего. Песня снова стала популярной во время Войны в Персидском заливе в 1990 году и в 1991 году. В результате её растущей популярности Гринвуд перезаписал трек для своего альбома 1992 года «American Patriot».
Популярность песни резко возросла после терактов 11 сентября и во время вторжения в Ирак в 2003 году; После первого сингла песня была переиздана как сингл, который достиг 16-го места в чартах «Billboard Hot 100» и «Hot Country Songs» в 2001 году. Перезаписанная версия песни была выпущена в 2003 году под лозунгом «God Bless the U.S.A. 2003». Песня получила платиновый сертификат от Ассоциации звукозаписывающей индустрии Америки (RIAA), что означает 1 000 000 проданных копий, к июлю 2015 года. Песня приобрела ещё бо́льшую популярность после того, как Дональд Трамп использовал её на предвыборных митингах.

## Предыстория и написание
Проникнувшись чувством скорби по безвинно погибшим пассажирам рейса «007 Korean Air Lines» и одновременно чувством гордости за страну, Гринвуд написал свою популярную песню «Боже, благослови США». При этом он отметил, что хотел написать эту песню давно и что исполнил свою мечту во время гастролей, когда работал в составе группы музыкантов над четвёртым или пятым альбомом на MCA: «Я позвонил продюсеру и сказал, что мне нужно это сделать. Я всегда хотел написать песню об Америке и сказал, что нам просто нужно быть более сплочёнными». Что насчёт написания самой песни, Гринвуд отметил, что она «написалась более-менее сама по себе» и что «текст является отражением его гордости, которую он чувствует потому, что является американцем». Причина выбора упомянутых в песне городов, по словам Гринвуда, такова: «Я из Калифорнии и я не знаю никого из Виргинии или Нью-Йорка, поэтому когда я её писал и мы с моим продюсером говорили об этом, мы говорили о четырёх городах, которые я хотел упомянуть, о четырёх уголках США. Это могли быть Сиэтл или Майами, но мы выбрали Нью-Йорк и Лос-Анджелес, а он предложил Детройт и Хьюстон, потому что оба этих города являются частью основы нашей экономики — её автомобильной и нефтяной промышленностью, и я поэтично отразил это».

## Содержание
В песне Гринвуд поет о том, что, если бы он потерял все, что имел, и ему пришлось бы начать все с нуля, он бы сделал это в Соединённых Штатах, потому что он верит, что его свобода гарантирована в Америке. Он вспоминает, как другие американцы в истории умирали, чтобы обеспечить эту свободу, и заявляет, что, если его когда-нибудь призовут защищать США сегодня, он с радостью встанет и будет сражаться, потому что он любит страну.

## История чарта
«Боже, благослови США» дебютировал в чарте Hot Country Singles & Tracks на неделе 26 мая 1984 году.
| Чарт (1984)                        | Наивысшая позиция |
| ---------------------------------- | ----------------- |
| США (Billboard Hot Country Songs)  | 7                 |
| Чарт (2001)                        | Наивысшая позиция |
| США (Billboard Hot 100)            | 16                |
| США (Billboard Hot Country Songs)  | 16                |
| США (Billboard Adult Contemporary) | 12                |
| Чарт (2020)                        | Наивысшая позиция |
| США (Billboard Digital Song Sales) | 1                 |